# Solenocaulon tortuosum
Solenocaulon tortuosum är en korallart som beskrevs av Gray 1862. Solenocaulon tortuosum ingår i släktet Solenocaulon och familjen Anthothelidae. Inga underarter finns listade i Catalogue of Life.